# Outer Banks (televisieserie)
Outer Banks is een Amerikaanse televisieserie op Netflix geregisseerd door Josh Pate, Jonas Pate en Shannon Burke die in première ging op 15 april 2020. De serie werd geproduceerd door Rock Fish in samenwerking met Red Canoe Productions. De serie volgt een conflict tussen twee groepen tieners in de Outer Banks van North Carolina die op zoek zijn naar een verloren schat.
In juni 2021 werd bekend dat de serie een tweede seizoen kreeg die werd uitgebracht op 30 juli 2021. Op 7 december 2021 werd het derde seizoen van de serie aangekondigd die op 23 februari 2023 werd uitgebracht. Het vierde seizoen van de serie verscheen in twee delen die uitkwamen op 10 oktober en 7 november 2024. In november 2024 werd bekend dat de serie een vijfde en laatste seizoen krijgt.

## Verhaal
Outer Banks speelt zich af in een kustplaats in de Outer Banks van North Carolina in de Verenigde Staten, waar een groot verschil is tussen de rijke en de werkende klasse, die respectievelijk Kooks en Pogues worden genoemd. De serie volgt een groep tieners in de Pogues groep die op zoek zijn naar wat is gebeurd met de missende vader van de groepsleider, John B. In hun zoektocht stuiten de tieners op een verloren schat die toebehoorde aan de vader van John B. De groep wordt echter achtervolgd door een rijke groep Kooks en dient hun eigen obstakels in de liefde, vriendschap en geld te overzien.

## Rolverdeling

### Hoofdrollen
| Acteur          | Personage           |
| --------------- | ------------------- |
| Chase Stokes    | John B. Routlegde   |
| Madelyn Cline   | Sarah Cameron       |
| Madison Bailey  | Kiara "Kie" Carrera |
| Jonathan Daviss | Pope Heyward        |
| Rudy Pankow     | JJ Maybank          |
| Austin North    | Topper Thornton     |
| Charles Esten   | Ward Cameron        |
| Drew Starkey    | Rafe Cameron        |
| Carlacia Grant  | Cleo                |

### Bijrollen
| Acteur             | Personage         |
| ------------------ | ----------------- |
| Adina Porter       | Sherriff Peterkin |
| Cullen Moss        | Shoupe            |
| Fiona Palomo       | Sofia             |
| Julia Antonelli    | Wheezie Cameron   |
| Caroline Arapoglou | Rose              |
| E. Roger Mitchell  | Heyward           |
| CC Castillo        | Lana Grubbs       |
| Chelle Ramos       | Plumb             |
| Brian Stapf        | Cruz              |
| Deion Smith        | Kelce             |
| Charles Halford    | Big John          |
| Lilah Pate         | Peeler            |
| Marland Burke      | Mike Carrera      |
| Nicholas Cirillo   | Barry             |
| Gary Weeks         | Luke              |
| Mary Rachel Quinn  | Dr. Thornton      |
| Samantha Soule     | Anna Carrera      |
| Adam Donahue       | Agent Bratcher    |
| Terence Rosemore   | Kapitein Terrance |
| Elizabeth Mitchell | Carl Limbley      |
| Jesse C. Boyd      | Renfield          |
| Andy McQueen       | Carlos Singh      |
| Lou Ferrigno Jr.   | Ryan              |
| David Jensen       | Wes Genrette      |
| J. Anthony Crane   | Chandler Groff    |
| Rigo Sanchez       | Lightner          |
| Jason Davis        | Dale Seazy        |
| Mia Challis        | Ruthie            |
| Brianna Brown      | Hollis Robinson   |
| Pollyanna McIntosh | Dalia             |

## Afleveringen

### Seizoen 1
| Afl. | Titel                | Regie         | Scenario                              | Originele releasedatum |
| 1    | "Pilot"              | Jonas Pate    | Josh Pate, Jonas Pate & Shannon Burke | 15 april 2020          |
| 2    | "The Lucky Compass"  | Jonas Pate    | Shannon Burke                         | 15 april 2020          |
| 3    | "The Forbidden Zone" | Cherie Nowlan | Josh Pate                             | 15 april 2020          |
| 4    | "Spy Games"          | Cherie Nowlan | Jonas Pate                            | 15 april 2020          |
| 5    | "Midsummers"         | Jonas Pate    | Josh Pate & Shannon Burke             | 15 april 2020          |
| 6    | "Parcel 9"           | Jonas Pate    | Keith Josef Adkins & Kathleen Hale    | 15 april 2020          |
| 7    | "Dead Calm"          | Valerie Weiss | Kathleen Hale                         | 15 april 2020          |
| 8    | "The Runway"         | Valerie Weiss | Rachel Sydney Alter                   | 15 april 2020          |
| 9    | "The Bell Tower"     | Jonas Pate    | Dan Dworkin & Jay Beattie             | 15 april 2020          |
| 10   | "The Phantom"        | Jonas Pate    | Josh Pate & Shannon Burke             | 15 april 2020          |

### Seizoen 2
| Afl. | Titel                 | Regie          | Scenario                              | Originele releasedatum |
| 1    | "The Gold"            | Jonas Pate     | Josh Pate & Shannon Burke             | 30 juli 2021           |
| 2    | "The Heist"           | Jonas Pate     | Jonas Pate                            | 30 juli 2021           |
| 3    | "Prayers"             | Jonas Pate     | Jonas Pate, Josh Pate & Shannon Burke | 30 juli 2021           |
| 4    | "Homecoming"          | Jonas Pate     | Shannon Burke                         | 30 juli 2021           |
| 5    | "The Darkest Hour"    | Valerie Weiss  | Josh Pate & Shannon Burke             | 30 juli 2021           |
| 6    | "My Druthers"         | Sunny Hodge    | Josh Pate & Shannon Burke             | 30 juli 2021           |
| 7    | "The Bonfire"         | Darnell Martin | Josh Pate & Shannon Burke             | 30 juli 2021           |
| 8    | "The Cross"           | Darnell Martin | Josh Pate & Shannon Burke             | 30 juli 2021           |
| 9    | "Trapped"             | Jonas Pate     | Josh Pate & Shannon Burke             | 30 juli 2021           |
| 10   | "The Coastal Venture" | Jonas Pate     | Josh Pate & Shannon Burke             | 30 juli 2021           |

### Seizoen 3
| Afl. | Titel                   | Regie          | Scenario                  | Originele releasedatum |
| 1    | "Poguelandia"           | Jonas Pate     | Josh Pate & Shannon Burke | 23 februari 2023       |
| 2    | "The Bells"             | Jonas Pate     | Josh Pate & Shannon Burke | 23 februari 2023       |
| 3    | "Fathers and Sons"      | Jonas Pate     | Josh Pate & Shannon Burke | 23 februari 2023       |
| 4    | "The Diary"             | Darnell Martin | Josh Pate & Shannon Burke | 30 juli 2021           |
| 5    | "Heists"                | Jonas Pate     | Josh Pate & Shannon Burke | 23 februari 2023       |
| 6    | "The Dark Forest"       | Valerie Weiss  | Josh Pate & Shannon Burke | 23 februari 2023       |
| 7    | "Happy Aniversary"      | Gonzalo Amat   | Josh Pate & Shannon Burke | 23 februari 2023       |
| 8    | "Tapping the Rudder"    | Valerie Weiss  | Josh Pate & Shannon Burke | 23 februari 2023       |
| 9    | "Welcome to Kitty Hawk" | Jonas Pate     | Josh Pate & Shannon Burke | 23 februari 2023       |
| 10   | "Secret of the Gnomon"  | Jonas Pate     | Josh Pate & Shannon Burke | 23 februari 2023       |

### Seizoen 4
| Afl. | Titel                 | Regie        | Scenario                  | Originele releasedatum |
| 1    | "The Enduro"          | Jonas Pate   | Josh Pate & Shannon Burke | 10 oktober 2024        |
| 2    | "Blackbeard"          | Jonas Pate   | Josh Pate & Shannon Burke | 10 oktober 2024        |
| 3    | "The Lupine Cosairs"  | Gonzalo Amat | Josh Pate & Shannon Burke | 10 oktober 2024        |
| 4    | "The Swell"           | Gonzalo Amat | Josh Pate & Shannon Burke | 10 oktober 2024        |
| 5    | "Albatross"           | Jonas Pate   | Josh Pate & Shannon Burke | 10 oktober 2024        |
| 6    | "The Town Council"    | Jonas Pate   | Josh Pate & Shannon Burke | 7 november 2024        |
| 7    | "Mothers and Fathers" | Erica Dunton | Josh Pate & Shannon Burke | 7 november 2024        |
| 8    | "Decision Day"        | Erica Dunton | Josh Pate & Shannon Burke | 7 november 2024        |
| 9    | "The Storm"           | Jonas Pate   | Josh Pate & Shannon Burke | 7 november 2024        |
| 10   | "The Blue Crown"      | Jonas Pate   | Josh Pate & Shannon Burke | 7 november 2024        |

## Productie

### Casting
Samen met de aankondiging van de serie werd bekendgemaakt dat Chase Stokes, Madelyn Cline, Madison Bailey, Jonathan Daviss, Rudy Pankow, Charles Esten, Austin North, en Drew Starkey gecast waren in hoofdrollen. Op 2 juli 2019 voegde Caroline Arapoglou bij de cast in een terugkerende rol. Elizabeth Mitchell werd op 22 oktober 2020 eveneens voor het tweede seizoen in een terugkerende rol gecast. Op 15 april 2021 voegde Carlacia Grant zich bij de cast voor een terugkerende rol in het tweede seizoen. Voor het derde seizoen werd Grant gepromoveerd tot hoofdrolspeelster. Op 23 juni 2022 voegden Andy McQueen, Fiona Palomo en Lou Ferrigno Jr. zich bij de cast van het derde seizoen.. Op 5 juli 2022 kwam de stuntman van Stokes, Alexander "AJ" Stokes, om het leven bij een vluchtmisdrijf nabij Charleston. Voor het vierde seizoen werden op 29 februari 2024 Pollyanna McIntosh, J. Anthony Crane, Brianna Brown, Rigo Sanchez en Mia Challis aan de cast toegevoegd.

### Opnames
Jonas Pate zag voor ogen om de opnames te laten plaatsvinden in Wilmington, North Carolina, maar Netflix zag hier van af door de House Bill 2 regeling die van kracht was in de staat. De opnames voor het eerste seizoen begonnen op 1 mei 2019 en vonden plaats in Charleston, James Island, Johns Island, Kiawah Island, Morris Island Lighthouse en Hunting Island Lighthouse. De opnames voor het tweede seizoen vonden plaats van 31 augustus 2020 tot 2 april 2021. De opnames van het derde seizoen begonnen op 15 februari 2022 en werden afgerond op 17 september 2022. De opnames van het vierde seizoen begonnen op 17 juni 2023. Dit seizoen werd voor het eerst opgenomen in Wilmington en de nabije omgeving.
De opnames vonden eveneens plaats in North Carolina vanaf 20 november 2023. In februari 2024 vonden ook opnames plaats in Marokko in de steden Essaouira and Ouarzazate. De opnames van het vierde seizoen werden afgerond op 20 juni 2024.